# Баскетболист года конференции West Coast
Баскетболист года конференции West Coast (Западного Побережья) (англ. West Coast Conference Men's Basketball Player of the Year) — ежегодная баскетбольная награда, вручаемая по результатам голосования лучшему баскетболисту среди студентов конференции West Coast (WCC), входящей в 1-й дивизион NCAA. Голосование проводится среди главных тренеров команд, входящих в конференцию, причём свои голоса тренеры подают по окончании регулярного чемпионата, но перед стартом плей-офф, то есть в начале марта, однако они не могут голосовать за своих собственных подопечных. Награда была учреждена и впервые вручена Кену Сирсу из университета Санта-Клары в сезоне 1952/53 годов.
Конференция официально начала свою деятельность в 1952 году, и тогда в неё входило пять команд, в 1955 году в неё включили ещё три команды, а в 1964 году их число увеличилось до девяти. Конференция WCC является одной из самых старых конференций первого дивизиона NCAA, и поэтому за свою длинную историю количество команд в её составе (на данный момент их всего десять) постоянно изменялось из-за образования новых конференций, в которые переводили определённое количество команд из уже существующих конференций.
Пятнадцать игроков: Кен Сирс, Майк Фармер, Лерой Райт, Стив Грэй, Олли Джонсон, Кит Суогерти, Деннис Отри, Билл Картрайт, Куинтин Дэйли, Дуэйн Поули, Дуг Кристи, Стив Нэш, Блейк Степп, Дрю Тимми и Аугустас Марчулёнис получали этот трофей несколько раз, причём лишь Картрайт получал её три раза. Шесть раз обладателями награды становились сразу два игрока (1958, 1959, 1962, 1983, 2007 и 2023). Чаще других победителями в данной номинации становились баскетболисты университета Гонзага (20 раз), университета Санта-Клары (12 раз), университета Сан-Франциско и университета Пеппердайна (по 11 раз) и  колледжа Сент-Мэрис в Калифорнии (10 раз).

## Легенда
|           | Сообладатели награды |
| *         | Становились лауреатами Приза Джеймса Нейсмита (1969—) или Приза Джона Вудена (1977—), либо признавались баскетболистом года среди студентов по версии UPI (1955—1996) или Helms Foundation (1905—1979) |
| Игрок (X) | Количество титулов |

## Победители
| Сезон   | Игрок                   | Фото | Университет                     | Позиция                                     | Год обучения | Примечания |
| ------- | ----------------------- | ---- | ------------------------------- | ------------------------------------------- | ------------ | ---------- |
| 1952/53 | Кен Сирс                |      | Университет Санта-Клары         | Тяжёлый форвард / Лёгкий форвард            | Второй       |            |
| 1953/54 | Не вручался             | —    | —                               | —                                           | —            |            |
| 1954/55 | Кен Сирс (2)            |      | Университет Санта-Клары         | Тяжёлый форвард / Лёгкий форвард            | Четвёртый    |            |
| 1955/56 | Билл Расселл*           |      | Университет Сан-Франциско       | Центровой                                   | Четвёртый    |            |
| 1956/57 | Майк Фармер             |      | Университет Сан-Франциско       | Лёгкий форвард                              | Третий       |            |
| 1957/58 | Майк Фармер (2)         |      | Университет Сан-Франциско       | Лёгкий форвард                              | Четвёртый    |            |
| 1957/58 | Лерой Райт              |      | Университет Тихого Океана (США) | Тяжёлый форвард                             | Третий       |            |
| 1958/59 | Ларой Досс              |      | Колледж Сент-Мэрис в Калифорнии | Тяжёлый форвард                             | Четвёртый    |            |
| 1958/59 | Лерой Райт (2)          |      | Университет Тихого Океана (США) | Тяжёлый форвард                             | Четвёртый    |            |
| 1959/60 | Джерри Гроут            |      | Университет Лойола-Мэримаунт    | Атакующий защитник / Разыгрывающий защитник | Второй       |            |
| 1960/61 | Том Мешери              |      | Колледж Сент-Мэрис в Калифорнии | Тяжёлый форвард / Лёгкий форвард            | Четвёртый    |            |
| 1961/62 | Гарри Диннел            |      | Университет Пеппердайна         | Лёгкий форвард / Атакующий защитник         | Третий       |            |
| 1961/62 | Стив Грэй               |      | Колледж Сент-Мэрис в Калифорнии | Атакующий защитник / Разыгрывающий защитник | Третий       |            |
| 1962/63 | Стив Грэй (2)           |      | Колледж Сент-Мэрис в Калифорнии | Атакующий защитник / Разыгрывающий защитник | Четвёртый    |            |
| 1963/64 | Олли Джонсон            |      | Университет Сан-Франциско       | Тяжёлый форвард / Центровой                 | Третий       |            |
| 1964/65 | Олли Джонсон (2)        |      | Университет Сан-Франциско       | Тяжёлый форвард / Центровой                 | Четвёртый    |            |
| 1965/66 | Кит Суогерти            |      | Университет Тихого Океана (США) | Тяжёлый форвард                             | Третий       |            |
| 1966/67 | Кит Суогерти (2)        |      | Университет Тихого Океана (США) | Тяжёлый форвард                             | Четвёртый    |            |
| 1967/68 | Рик Адельман            |      | Университет Лойола-Мэримаунт    | Разыгрывающий защитник                      | Четвёртый    |            |
| 1968/69 | Деннис Отри             |      | Университет Санта-Клары         | Центровой                                   | Третий       |            |
| 1969/70 | Деннис Отри (2)         |      | Университет Санта-Клары         | Центровой                                   | Четвёртый    |            |
| 1970/71 | Джон Джианелли          |      | Университет Тихого Океана (США) | Центровой / Тяжёлый форвард                 | Второй       |            |
| 1971/72 | Майк Стюарт             |      | Университет Санта-Клары         | Центровой                                   | Третий       |            |
| 1972/73 | Бёрд Эверитт            |      | Университет Пеппердайна         | Атакующий защитник / Разыгрывающий защитник | Четвёртый    |            |
| 1973/74 | Фрэнк Олейник           |      | Университет Сиэтла              | Атакующий защитник / Разыгрывающий защитник | Третий       |            |
| 1974/75 | Рики Соберс             |      | Университет Невады в Лас-Вегасе | Атакующий защитник / Разыгрывающий защитник | Четвёртый    |            |
| 1975/76 | Маркос Лейте            |      | Университет Пеппердайна         | Тяжёлый форвард                             | Третий       |            |
| 1976/77 | Билл Картрайт           |      | Университет Сан-Франциско       | Центровой                                   | Второй       |            |
| 1977/78 | Билл Картрайт (2)       |      | Университет Сан-Франциско       | Центровой                                   | Третий       |            |
| 1978/79 | Билл Картрайт (3)       |      | Университет Сан-Франциско       | Центровой                                   | Четвёртый    |            |
| 1979/80 | Курт Рэмбис             |      | Университет Санта-Клары         | Тяжёлый форвард / Лёгкий форвард            | Четвёртый    |            |
| 1980/81 | Куинтин Дэйли           |      | Университет Сан-Франциско       | Атакующий защитник                          | Второй       |            |
| 1981/82 | Куинтин Дэйли (2)       |      | Университет Сан-Франциско       | Атакующий защитник                          | Третий       |            |
| 1982/83 | Орландо Филлипс         |      | Университет Пеппердайна         | Центровой / Тяжёлый форвард                 | Четвёртый    |            |
| 1982/83 | Дэйн Саттл              |      | Университет Пеппердайна         | Атакующий защитник                          | Четвёртый    |            |
| 1983/84 | Джон Стоктон            |      | Университет Гонзага             | Разыгрывающий защитник                      | Четвёртый    |            |
| 1984/85 | Дуэйн Поули             |      | Университет Пеппердайна         | Лёгкий форвард / Атакующий защитник         | Третий       |            |
| 1985/86 | Дуэйн Поули (2)         |      | Университет Пеппердайна         | Лёгкий форвард / Атакующий защитник         | Четвёртый    |            |
| 1986/87 | Скотт Томпсон           |      | Университет Сан-Диего           | Центровой                                   | Четвёртый    |            |
| 1987/88 | Леви Миддлбрукс         |      | Университет Пеппердайна         | Тяжёлый форвард                             | Четвёртый    |            |
| 1988/89 | Хэнк Гатерс             |      | Университет Лойола-Мэримаунт    | Тяжёлый форвард / Лёгкий форвард            | Третий       |            |
| 1989/90 | Бо Кимбл                |      | Университет Лойола-Мэримаунт    | Атакующий защитник / Разыгрывающий защитник | Четвёртый    |            |
| 1990/91 | Дуг Кристи              |      | Университет Пеппердайна         | Атакующий защитник / Лёгкий форвард         | Третий       |            |
| 1991/92 | Дуг Кристи (2)          |      | Университет Пеппердайна         | Атакующий защитник / Лёгкий форвард         | Четвёртый    |            |
| 1992/93 | Дана Джонс              |      | Университет Пеппердайна         | Лёгкий форвард                              | Третий       |            |
| 1993/94 | Джефф Браун             |      | Университет Гонзага             | Тяжёлый форвард / Центровой                 | Четвёртый    |            |
| 1994/95 | Стив Нэш                |      | Университет Санта-Клары         | Разыгрывающий защитник                      | Третий       |            |
| 1995/96 | Стив Нэш (2)            |      | Университет Санта-Клары         | Разыгрывающий защитник                      | Четвёртый    |            |
| 1996/97 | Марлон Гарнетт          |      | Университет Санта-Клары         | Разыгрывающий защитник / Атакующий защитник | Четвёртый    |            |
| 1997/98 | Бакари Хендрикс         |      | Университет Гонзага             | Тяжёлый форвард                             | Четвёртый    |            |
| 1998/99 | Эрик Шредер             |      | Колледж Сент-Мэрис в Калифорнии | Тяжёлый форвард / Лёгкий форвард            | Четвёртый    |            |
| 1999/00 | Кеньон Джонс            |      | Университет Сан-Франциско       | Центровой                                   | Четвёртый    |            |
| 2000/01 | Кейси Калвари           |      | Университет Гонзага             | Тяжёлый форвард / Центровой                 | Четвёртый    | [ 1 ]      |
| 2001/02 | Дэн Дикау               |      | Университет Гонзага             | Разыгрывающий защитник                      | Четвёртый    | [ 2 ]      |
| 2002/03 | Блейк Степп             |      | Университет Гонзага             | Атакующий защитник / Разыгрывающий защитник | Третий       | [ 3 ]      |
| 2003/04 | Блейк Степп (2)         |      | Университет Гонзага             | Атакующий защитник / Разыгрывающий защитник | Четвёртый    | [ 4 ]      |
| 2004/05 | Ронни Тюриаф            |      | Университет Гонзага             | Центровой / Тяжёлый форвард                 | Четвёртый    | [ 5 ]      |
| 2005/06 | Адам Моррисон           |      | Университет Гонзага             | Лёгкий форвард / Тяжёлый форвард            | Третий       | [ 6 ]      |
| 2006/07 | Шон Денисон             |      | Университет Санта-Клары         | Тяжёлый форвард                             | Четвёртый    | [ 7 ]      |
| 2006/07 | Дерек Райвио            |      | Университет Гонзага             | Разыгрывающий защитник / Атакующий защитник | Четвёртый    | [ 7 ]      |
| 2007/08 | Джереми Парго           |      | Университет Гонзага             | Разыгрывающий защитник / Атакующий защитник | Третий       | [ 8 ]      |
| 2008/09 | Джон Брайант            |      | Университет Санта-Клары         | Центровой                                   | Четвёртый    | [ 9 ]      |
| 2009/10 | Мэтт Боулдин            |      | Университет Гонзага             | Атакующий защитник / Разыгрывающий защитник | Четвёртый    | [ 10 ]     |
| 2010/11 | Микки Макконнелл        |      | Колледж Сент-Мэрис в Калифорнии | Разыгрывающий защитник                      | Четвёртый    | [ 11 ]     |
| 2011/12 | Мэттью Деллаведова      |      | Колледж Сент-Мэрис в Калифорнии | Разыгрывающий защитник                      | Третий       | [ 12 ]     |
| 2012/13 | Келли Олиник            |      | Университет Гонзага             | Центровой / Тяжёлый форвард                 | Третий       | [ 13 ]     |
| 2013/14 | Тайлер Хоус             |      | Университет Бригама Янга        | Атакующий защитник                          | Третий       | [ 14 ]     |
| 2014/15 | Кевин Пангос            |      | Университет Гонзага             | Разыгрывающий защитник                      | Четвёртый    | [ 15 ]     |
| 2015/16 | Кайл Коллинсворт        |      | Университет Бригама Янга        | Разыгрывающий защитник                      | Четвёртый    | [ 16 ]     |
| 2016/17 | Найджел Уильямс-Госс    |      | Университет Гонзага             | Разыгрывающий защитник                      | Третий       | [ 17 ]     |
| 2017/18 | Джок Лэндейл            |      | Колледж Сент-Мэрис в Калифорнии | Центровой                                   | Четвёртый    | [ 18 ]     |
| 2018/19 | Руй Хатимура            |      | Университет Гонзага             | Тяжёлый форвард                             | Третий       | [ 19 ]     |
| 2019/20 | Филип Петрушев          |      | Университет Гонзага             | Тяжёлый форвард / Центровой                 | Второй       | [ 20 ]     |
| 2020/21 | Кори Кисперт            |      | Университет Гонзага             | Лёгкий форвард                              | Четвёртый    | [ 21 ]     |
| 2021/22 | Дрю Тимми               |      | Университет Гонзага             | Тяжёлый форвард                             | Третий       | [ 22 ]     |
| 2022/23 | Брэндин Поджемски       |      | Университет Санта-Клары         | Атакующий защитник                          | Второй       | [ 23 ]     |
| 2022/23 | Дрю Тимми (2)           |      | Университет Гонзага             | Тяжёлый форвард                             | Четвёртый    | [ 23 ]     |
| 2023/24 | Аугустас Марчулёнис     |      | Колледж Сент-Мэрис в Калифорнии | Разыгрывающий защитник                      | Третий       | [ 24 ]     |
| 2024/25 | Аугустас Марчулёнис (2) |      | Колледж Сент-Мэрис в Калифорнии | Разыгрывающий защитник                      | Четвёртый    | [ 25 ]     |